# Pite
Pite (in svedese Pite älv, Piteå älv o Piteälven) è un fiume della Svezia settentrionale che attraversa la contea di Norrbotten.